# 울리가짜안테키누스
울리가짜안테키누스(Pseudantechinus woolleyae)는 주머니고양이과에 속하는 작은 육식동물 유대류의 일종이다. 오스트레일리아 웨스턴오스트레일리아주의 필바라와 애쉬버튼, 머치슨 지역에서 주로 발견된다.

## 분류
울리가짜안테키누스는 1988년 별도의 종으로 승급될 때까지, 대부분의 가짜안테키누스속 종들처럼 오랫동안 아주 유사한 살찐꼬리가짜안테키누스의 품종 또는 형(form)의 하나로 믿어 왔다. 통용명과 학명은 울리가짜안테키누스가 속한 주머니고양이과 종들의 오스트레일리아인 전문가 울리(Patricia Woolley) 박사의 이름에서 유래했다.

## 특징
울리가짜안테키누스는 가짜안테키누스 종 중에서 가장 크며, 습성은 거의 알려져 있지 않다. 다른 근연종들이 아주 짧은 기간 동안 번식을 하는 것과 달리, 2년 또는 그 이상 번식을 한다. 9~10월에 새끼를 낳고, 새끼는 10개월이 지나면 성적으로 성숙해진다.
상체는 화려한 갈색을 하체는 담황색을 띤다. 납작한 꼬리 그리고 귀 뒷쪽에 밤색 반점을 갖고 있다.

## 서식지
바위 지역 구릉지대 경사면, 특히 아카시아 관목 또는 스피니펙스 풀 속에서 서식한다. 웨스턴오스트레일리아주 서부 지역에서 발견된다.